# Palazzo Pecoraro-Albani
Il Palazzo Pecoraro-Albani è un edificio di Napoli ubicato in Via Porta di Massa, 32. L'edificio ospita una delle sedi del Dipartimento di Giurisprudenza dell'Università degli Studi di Napoli Federico II.

## Storia
Nel 2015 l'edificio è stato intitolato ad Antonio Pecoraro-Albani, scomparso nel 2008, ex preside della facoltà del 1986 al 1993.

## Trasporti
La Sede di Palazzo Pecoraro-Albani dell'ateneo federiciano è raggiungibile tramite:
- Linea 1, stazione Università
- Linee 155, 195, 254, 2BR